# 크바란족
카바란족 또는 크바란족(Kavalan, 크바란어: kbalan, 중국어: 噶瑪蘭族 가마란족[*])은 대만 원주민족 중 하나이다. 본래 이란 평야에 살았다가 19세기 한족 식민화를 피해 오늘날의 화롄현과 타이둥현의 해안 지역으로 이주했다. 이들의 언어는 크바란어라고 한다. 2018년 기준 인구는 약 6천 명이며, 오늘날 이들의 가장 큰 정착지는 화롄현 펑빈향의 신서촌(新社村)에 있다.

## 같이 보기
- 크바란어
- 평포족
- 카발란 증류소